# Back Home Again
| Recensione | Giudizio |
| ---------- | -------- |
| AllMusic   |          |

Back Home Again è un album discografico di John Denver, pubblicato dall'etichetta discografica RCA Victor Records nel giugno del 1974.
L'album raggiunse la prima posizione delle classifiche statunitensi (Billboard Charts).

## Tracce
Lato A
1. Back Home Again – 4:42 (John Denver)
2. On the Road – 2:33 (Carl Franzen)
3. Grandma's Feather Bed – 2:15 (Jim Connor)
4. Matthew – 3:43 (John Denver)
5. Thank God I'm a Country Boy – 3:06 (John Martin Sommers)
6. The Music Is You – 1:26 (John Denver)

Durata totale: 17:45
Lato B
1. Annie's Song – 2:58 (John Denver)
2. It's Up to You – 2:26 (Steve Weisberg)
3. Cool an' Green an' Shady – 3:07 (John Denver, Joe Henry)
4. Eclipse – 3:41 (John Denver)
5. Sweet Surrender – 5:29 (John Denver)
6. This Old Guitar – 2:50 (John Denver)

Durata totale: 20:31

## Musicisti
Back Home Again
- John Denver - voce, chitarra a 12 corde, chitarra a 6 corde
- John Sommers - chitarra solista, accompagnamento vocale
- Dick Kniss - basso
- Steve Weisberg - slide dobro, accompagnamento vocale
- Hal Blaine - percussioni
- Lee Holdridge - arrangiamenti orchestra

On the Road
- John Denver - voce, chitarra a 6 corde
- Steve Weisberg - chitarra solista
- John Sommers - banjo
- Dick Kniss - basso
- Hal Blaine - percussioni

Grandma's Feather Bed
- John Denver - voce, chitarra a 6 corde
- Dave Jackson - basso
- Jim Connor - banjo, armonica, accompagnamento vocale
- Hal Blaine - percussioni
- Julie Connor - accompagnamento vocale

Matthew
- John Denver - voce, chitarra a 6 corde
- Steve Weisberg - chitarra solista
- Dick Kniss - basso
- John Sommers - banjo
- Hal Blaine - percussioni
- Lee Holdridge - arrangiamenti orchestra

Thank God I'm a Country Boy
- John Denver - voce, chitarra a 6 corde
- John Sommers - fiddle, accompagnamento vocale
- Dick Kniss - basso
- Steve Weisberg - slide dobro, accompagnamento vocale
- Jim Connor - banjo
- Jim Gordon - percussioni

The Music Is You
- John Denver - voce, chitarra a 6 corde
- Steve Weisberg - dulcimer
- John Sommers - banjo
- Julie Connor - seconda voce

Annie's Song
- John Denver - voce, chitarra a 6 corde
- Steve Weisberg - chitarra solista
- Dick Kniss - basso
- John Sommers - mandolino
- Jim Gordon - percussioni
- Lee Holdridge - arrangiamenti orchestra

It's Up to You
- John Denver - voce, chitarra a 6 corde
- Steve Weisberg - chitarra solista
- Dick Kniss - basso
- John Sommers - banjo
- Hal Blaine - percussioni

Cool an' Green an' Shady
- John Denver - voce, chitarra a 6 corde
- Steve Weisberg - chitarra solista
- Dick Kniss - basso
- Glen Hardin - piano
- Buddy Collette - clarinetto
- Hal Blaine - percussioni

Eclipse
- John Denver - voce, chitarra a 6 corde
- Hal Blaine - percussioni
- Lee Holdridge - arrangiamenti orchestra

Sweet Surrender
- John Denver - voce, chitarra a 6 corde
- Steve Weisberg - chitarra solista
- Dick Kniss - basso
- John Sommers - mandolino
- Jim Connor - banjo, accompagnamento vocale, cori
- Hal Blaine - percussioni
- Denny Brooks - accompagnamento vocale, cori
- Julie Connor - accompagnamento vocale, cori
- Michael Kirkland - accompagnamento vocale, cori
- Brenda Kirkland - accompagnamento vocale, cori
- Daniel Moore - accompagnamento vocale, cori
- Jean Monteray - accompagnamento vocale, cori
- Herb Pedersen - accompagnamento vocale, cori
- Gibby Stratton - accompagnamento vocale, cori
- Dennis Coats - accompagnamento vocale, cori
- Richard Lockmiller - accompagnamento vocale, cori
- Mike Settle - accompagnamento vocale, cori
- David Jackson Jr. - accompagnamento vocale, cori
- John Stewart - accompagnamento vocale, cori
- Buffy Ford - accompagnamento vocale, cori
- Lee Holdridge - arrangiamenti orchestra

This Old Guitar
- John Denver - voce, chitarra

Note aggiuntive
- Milton Okun - produttore
- Kris O'Connor - assistente alla produzione
- John Denver - arrangiamenti
- Dick Kniss - arrangiamenti
- John Sommers - arrangiamenti
- Steve Weisberg - arrangiamenti
- Lee Holdridge - arrangiamenti orchestrali
- Registrazioni effettuate al RCA's Music Center of the World di Hollywood, California (eccetto brano: The Music Is You)
- Registrazione del brano The Music Is You effettuate al Tri-Art Productions di Bismarck, North Dakota e a Des Moines, Iowa
- Mickey Crofford - ingegnere delle registrazioni
- Artie Torgersen - assistente ingegnere delle registrazioni
- Richard Simpson - ingegnere della masterizzazione[4]